# Атриња (Козенца)
Атриња је насеље у Италији у округу Козенца, региону Калабрија.
Према процени из 2011. у насељу је живело 9 становника. Насеље се налази на надморској висини од 204 м.